# Carsten Pedersen
Carsten Pedersen (født 31. marts 1966) er en tidligere dansk professionel fodboldspiller.

## Karriere
I ungdomsårene i Fredericia KFUM var Cartsen Pedersen et stort talenet og fik på den baggrund 6 kampe for Danmarks U-19 landshold.
Fra 1986-1992 spillede Carsten Pedersen for Vejle Boldklub, hvor han opnåede 237 kampe og scorede 12 mål. I 1987 blev han udtaget til Danmarks fodboldlandshold, hvor han dog kun opnåede en kamp. Den blev til gengæld vundet med 8-0 over Rumænien.
Carsten Pedersen har i sin karriere spillet for flg. klubber: Fredericia KFUM – Kolding IF – Vejle Boldklub – FC Fredericia